# Universidade Wanli de Zhejiang
A Universidade Wanli de Zhejiang(chinês tradicional: 浙江萬里學院, chinês simplificado: 浙江万里学院, pinyin: ZhèJiāng Wànli Xuéyuàn)  está localizada em Ningbo, Zhejiang, China. É uma universidade governada pela província na província de Zhejiang.

## História
Em 1999, o Ministério da Educação concordou com a fundação da Faculdade Wanli de Zhejiang. Em 2002, a faculdade foi atualizada para a Universidade Wanli e começou a conceder diplomas de bacharel.

## Ligação externa
- Página oficial